# Ставно (Голеньовський повіт)
Ставно (пол. Stawno, нім. Stevenhagen) — село в Польщі, у гміні Ґоленюв Голеньовського повіту Західнопоморського воєводства.
Населення — 160 осіб (2011).
У 1975-1998 роках село належало до Щецинського воєводства.

## Демографія
Демографічна структура станом на 31 березня 2011 року:
|          | Загалом | Допрацездатний вік | Працездатний вік | Постпрацездатний вік |
| -------- | ------- | ------------------ | ---------------- | -------------------- |
| Чоловіки | 86      | 19                 | 62               | 5                    |
| Жінки    | 74      | 22                 | 41               | 11                   |
| Разом    | 160     | 41                 | 103              | 16                   |